# Episodi de Il mio amico Arnold (settima stagione)
La settima stagione della sitcom Il mio amico Arnold è stata trasmessa negli Stati Uniti dal 29 settembre 1984 al 4 maggio 1985. Dixie Carter e Danny Cooksey entrano nel cast principale e vengono inseriti nella sigla iniziale. La Carter, tuttavia, lascerà la serie alla fine della stagione. 
| Nº | Titolo originale                | Titolo italiano                 | Prima TV USA      | Prima TV Italia |
| -- | ------------------------------- | ------------------------------- | ----------------- | --------------- |
| 1  | A Haunting We Will Go           | La casa fantasma                | 29 settembre 1984 | 1986            |
| 2  | Arnold and Lisa's Mother        | La madre di Lisa                | 6 ottobre 1984    | 1986            |
| 3  | Bed-Wetting                     | Pipì a letto                    | 13 ottobre 1984   | 1986            |
| 4  | Undercover Lover                | Amore in incognito              | 20 ottobre 1984   | 1986            |
| 5  | Arnold's Strike                 | Arnold in sciopero              | 27 ottobre 1984   | 1986            |
| 6  | Sam's Father                    | Il padre di Sam                 | 3 novembre 1984   | 1986            |
| 7  | Carmella Meets the Gooch        | Carmela e il gufo               | 10 novembre 1984  | 1986            |
| 8  | Arnold the Entrepreneur         | Arnold imprenditore             | 17 novembre 1984  | 1986            |
| 9  | The Honorable Arnold J. Jackson | Vostro onore Arnold             | 24 novembre 1984  | 1986            |
| 10 | The Gymnasts                    | I Ginnasti                      | 1º dicembre 1984  | 1986            |
| 11 | Tonsils                         | Tonsille                        | 8 dicembre 1984   | 1986            |
| 12 | Arnold's Songbird               | L'usignolo di Arnold            | 15 dicembre 1984  | 1986            |
| 13 | Baseball Blues                  | Delusioni sportive              | 5 gennaio 1985    | 1987            |
| 14 | Arnold Saves the Squirrel       | Lo scoiattolo Sandy             | 12 gennaio 1985   | 1987            |
| 15 | Sam Adopts a Grandparent        | Sam adotta un Nonno             | 19 gennaio 1985   | 1987            |
| 16 | Harry Birthday Drummond         | Buon compleanno signor Drummond | 26 gennaio 1985   | 1987            |
| 17 | Sam's New Pal                   | Nuove amicizie                  | 2 febbraio 1985   | 1987            |
| 18 | Russian Embassy                 | Ambasciata Russa                | 9 febbraio 1985   | 1987            |
| 19 | Cheers to Arnold                | Salute                          | 16 febbraio 1985  | 1987            |
| 20 | A Camping We Will Go            | Tutti al campeggio              | 23 febbraio 1985  | 1987            |
| 21 | Beauty Is in the Eye of Arnold  | Non è bello ciò che è bello     | 2 marzo 1985      | 1987            |
| 22 | Blue Collar Drummond            | Colletti blu                    | 9 marzo 1985      | 1987            |
| 23 | Street Smarts                   | Strade pericolose               | 23 marzo 1985     | 1987            |
| 24 | A Special Friend                | L'amica speciale                | 4 maggio 1985     | 1987            |

## La casa fantasma
- Titolo originale: A Haunting We Will Go
- Diretto da: Gerren Keith
- Scritto da: Ken Hecht e Bob Brunner

### Trama
Arnold e Sam esplorano una casa infestata.
- Guest stars: Shavar Ross (Dudley Ramsey), Ray Bolger (Clarence Markwell), John Astin (C.W.) e Corey "Bumper" Yothers (Matt).

## La madre di Lisa
- Diretto da: Gerren Keith
- Scritto da: Robert Jayson e A. Dudley Johnson Jr.

### Trama
Arnold boicotta il progetto di scienze di Lisa poco prima della mostra.
- Guest stars: Shavar Ross (Dudley Ramsey), Steven Mond (Robbie Jayson), Nikki Swasey (Lisa Hayes), Emily Yancy (Signora Hayes) e Robin La Valley (Signora James).
- Note: Todd Bridges è assente in questo episodio.

## Pipì a letto
- Diretto da: Gerren Keith
- Scritto da: Bruce Taylor

### Trama
Sam soffre di incontinenza e Arnold non è molto comprensivo nei suoi confronti.
- Note: Todd Bridges è assente in questo episodio.

## Undercover Lover
- Diretto da: Gerren Keith
- Scritto da: Ken Hecht, Bob Brunner, Susan Kessler e Maria Alexander

### Trama
Willis frequenta una nuova ragazza della sua scuola, in realtà una spia sotto copertura che cerca di fermare il traffico di droga.
- Guest stars: Anne-Marie Johnson (Denise), Brian Robbins (Skyhigh), Nadia De Leye (Shari), Steven Tash (Weasel) e Michael Zorek (Benjamin).

## Arnold's Strike
- Diretto da: Gerren Keith
- Scritto da: Howard Meyers

### Trama
Arnold è stato sospeso per aver protestato contro il nuovo regolamento della scuola.
- Guest stars: Steven Mond (Robbie Jayson), Nikki Swasey (Lisa Hayes), Zero Hubbard (Henry), Tyren Perry (Jennifer) e Dick Sargent (Signor Stone).
- Note: Todd Bridges e Mary Jo Catlett sono assenti in questo episodio.

## Sam's Father
- Diretto da: Gerren Keith
- Scritto da: Dan Kennicott e Michael Curley

### Trama
L'ex marito di Maggie arriva a casa Drummond e dichiara di voler portare Sam via con sé.
- Guest star: Hoyt Axton (Wes McKinney).
- Note: Todd Bridges è assente in questo episodio.

## Carmella Meets the Gooch
- Diretto da: Gerren Keith
- Scritto da: Bruce Taylor, Ken Hecht e Bob Brunner

### Trama
Il Gufo è di nuovo in circolazione e Arnold e Sam chiedono aiuto a Carmella, una ragazza italiana, alla quale promettono un appuntamento con Willis.
- Guest star: Martine Allard (Carmella Robinson).
- Note: Mary Jo Catlett è assente in questo episodio.

## Arnold the Entrepreneur
- Diretto da: Gerren Keith
- Scritto da: John B. Collins

### Trama
Arnold e Sam cominciano a vendere repellente per insetti. Il piccolo però non viene ricompensato dal fratellastro e decide di creare un business tutto suo.
- Guest stars: Hervé Villechaize (Sé stesso), Edie McClurg (Betty), Janna Lowell (Ellen), William McDonald (Joe) ed Helen Shaw (Signora).
- Note: Dixie Carter è assente in questo episodio.

## The Honorable Arnold J. Jackson
- Diretto da: Mel Ferber
- Scritto da: Dan Kennicott e Michael Curley

### Trama
Arnold viene nominato giudice della sua classe e deve decidere se salvare un'amicizia o uscire con una ragazza.
- Guest stars: Shavar Ross (Dudley Ramsey), Steven Mond (Robbie Jayson), Nikki Swasey (Lisa Hayes), Tyren Perry (Jennifer) e Dick Sargent (Signor Stone).
- Note: Todd Bridges e Mary Jo Catlett sono assenti in questo episodio.

## The Gymnasts
- Diretto da: Gerren Keith
- Scritto da: Bob Brunner e Ken Hecht

### Trama
Stuart, un amico paralizzato di Willis, è il protagonista di una cerimonia ma non è contento della carità che i partecipanti gli dimostrano.
- Guest stars: Bart Conner (Sé stesso), Timothy Daggett (Sé stesso), Mitch Gaylord (Sé stesso), Jim Hartung (Sé stesso), Scott Johnson (Sé stesso), Peter Vidmar (Sé stesso), Regi Green (Stuart) e Steve Brady (Guardia).
- Note: Gary Coleman e Dixie Carter sono assenti in questo episodio.

## Tonsils
- Diretto da: Mel Ferber
- Scritto da: Bruce Taylor

### Trama
Il signor Drummond e Sam si ritrovano nella stessa stanza d'ospedale, il primo per un problema al ginocchio e il secondo per rimuovere le tonsille.
- Guest stars: Marla Pennington (Joan Fleming), Christian Brackett-Zika (Morty) e Tom Henschel (Dottor Glassman).
- Note: Todd Bridges è assente in questo episodio.

## Arnold's Songbird
- Diretto da: Gerren Keith
- Scritto da: Bob Brunner, Ken Hecht e Bruce Taylor

### Trama
Arnold ha promesso ai suoi compagni che avrebbe portato a scuola un personaggio famoso e chiede aiuto a Carmella.
- Guest stars: Shavar Ross (Dudley Ramsey), Steven Mond (Robbie Jayson), Nikki Swasey (Lisa Hayes), Martine Allard (Carmella Robinson) e Keelie (Suzzanne).

## Baseball Blues
- Diretto da: Gerren Keith
- Scritto da: Robert Jayson e A. Dudley Johnson Jr.

### Trama
Il signor Drummond diventa l'allenatore della squadra di baseball in cui gioca Sam e per creare un team vincente è costretto a lasciare il piccolo in panchina.
- Guest stars: Lance Parrish (Sé stesso), E.E. Bell (Joe Blake), James Staley (Ted), Scooter Stevens (Clarence), George Fulton (Rodney) e Verda Bridges (Arbitro).
- Note: Gary Coleman, Mary Jo Catlett e Dixie Carter sono assenti in questo episodio.

## Arnold Saves the Squirrel
- Diretto da: Mel Ferber
- Scritto da: Max Katz e Toni Wunsch

### Trama
Sam si batte per evitare che il suo programma preferito venga cancellato e chiede aiuto ad Arnold.
- Guest stars: Chuck McCann (Sandy), LaGloria Scott (Marilyn), Steve Franken (Signor Anderson) e Patrika Darbo (Signora).

## Sam Adopts a Grandparent
- Diretto da: Gerren Keith
- Scritto da: Susan H. Lee e Sylvia Alan

### Trama
Come compito affidato agli scout, Sam deve costruire un aeroplano in miniatura con un anziano, il quale rifiuta di collaborare. 
- Guest stars: Stephen Dorff (Scott), Troy Slaten (Lionel), Maxine Elliott (Signora Gail), Robin LaValley (Signora Anson) e John McIntire (Signor Hunter).
- Note: Gary Coleman è assente in questo episodio.

## Harry Birthday Drummond
- Diretto da: Gerren Keith
- Scritto da: Phil Margo e Jack Gross

### Trama
Kimberly torna da Parigi per il compleanno di suo padre, a cui regala l'albero genealogico della loro famiglia. Il signor Drummond è inizialmente felice ma poi si rende conto che il suo cognome morirà con lui.
- Guest star: Dana Plato (Kimberly Drummond).

## Sam's New Pal
- Diretto da: Gerren Keith
- Scritto da: Ken Hecht e Bob Brunner

### Trama
Sam invita a casa una persona appena conosciuta che, con suo stupore, si scopre essere una ragazza. 
- Guest stars: Soleil Moon Frye (Terry) e Ron Masak (Ray).
- Note: Mary Jo Catlett e Dixie Carter sono assenti in questo episodio.

## Russian Embassy
- Diretto da: Gerren Keith
- Scritto da: Jose Rivera, Max Katz  e Toni Wunsch

### Trama
Per colpa di Sam, il razzo di Arnold viene spedito sulla sede dell'Ambasciata russa.
- Guest stars: Patrick Cronin (Jenkins), Leon Askin (Doshenko), Cameron Young (Armstrong) e Jon Cedar (Guardia).
- Note: Todd Bridges e Mary Jo Catlett sono assenti in questo episodio.

## Cheers To Arnold
- Diretto da: Lee S. Lochhead
- Scritto da: Bruce Taylor

### Trama
Arnold cerca di convincere un amico a smettere di bere. Quando l'insegnante entra in bagno e lo sorprende con una bottiglia in mano, la colpa ricade su di lui. 
- Guest stars: Shavar Ross (Dudley Ramsey), Steven Mond (Robbie Jayson), Nikki Swasey (Lisa Hayes), Bobby Jacoby (Ricky), Harry Varav (Doug) e James A. Watson Jr. (Signor Hawkins).
- Note: Todd Bridges è assente in questo episodio.

## A Camping We Will Go
- Diretto da: Lee Shallat
- Scritto da: Bruce Taylor

### Trama
Il signor Drummond parte per il campeggio con Arnold e Sam. Egli deve vedersela con il padre del figliastro, il quale ha molta più esperienza di lui.
- Guest star: Hoyt Axton (Wes McKinney).
- Note: Todd Bridges e Mary Jo Catlett sono assenti in questo episodio.

## Beauty is in the Eye of Arnold
- Diretto da: Selig Frank
- Scritto da: Robert Jayson e A. Dudley Johnson Jr.

### Trama
Arnold vorrebbe invitare al ballo della scuola una ragazza che i suoi amici non considerano bella. 
- Guest stars: Shavar Ross (Dudley Ramsey), Bobby Jacoby (Ricky), Jonnetta Thomas (Molly), Rahkel Bouchet (Beverly) e Tammy Townsend (Sara).
- Note: Todd Bridges e Mary Jo Catlett sono assenti in questo episodio.

## Blue Collar Drummond
- Diretto da: Gerren Keith
- Scritto da: Robert Jayson e A. Dudley Johnson Jr.

### Trama
Il signor Drummond si finge segretamente un impiegato per vedere cosa pensano di lui i suoi dipendenti. 
- Guest stars: Barney Martin (Bill Perkins), Jack Riley (Pete), Lee Weaver (Joe), Ron Karabatsos (Harvey) e Marcelyn Ann Williams (Ellen).
- Note: Ultima apparizione di Dixie Carter.

## Street Smarts
- Diretto da: Gerren Keith
- Scritto da: Bruce Taylor e Gary Coleman

### Trama
Dopo essere stato aggredito, Arnold decide di tenere sempre con sé un coltello mentre il signor Drummond vorrebbe farlo partecipare a un corso a scuola.
- Guest stars: Shavar Ross (Dudley Ramsey), Nikki Swasey (Lisa Hayes), Michael Tucci (Jim Coletta), Bobby Jacoby (Ricky), James A. Watson Jr. (Signor Hawkins) e Steve Brady (Aggressore).
- Note: Mary Jo Catlett è assente in questo episodio.

## A Special Friend
- Diretto da: Gerren Keith
- Scritto da: Bob Brunner e Ken Hecht

### Trama
Arnold e Sam diventano amici di un'artista di strada che scoprono essere soggetta a crisi epilettiche. Quando Pearl apprende ciò, rivela che anche lei soffre di epilessia.
- Guest stars: Dana Plato (Kimberly Drummond), Lori Lethin (Karen Kimball), Natalie Core (Grace), Viviane Lord (Evelyn) e Rachel Wells (Agente Torres).
- Note: Questo è l'ultimo episodio trasmesso sulla NBC.